# Skånska ståndsdragonerna
Skånska ståndsdragonerna var ett tillfälligt dragonregemente inom den svenska armén under Stora nordiska kriget. 
Förbandet sattes upp år 1700 av ståndspersoner och prästerskap i Skåne, Halland och Blekinge samt till viss del från Småland och Östergötland. Det överfördes till Östersjöprovinserna 1702 och deltog i slaget vid Pultusk 1703. Det ingick i Rehnskiölds armékår 1705-1706 och deltog i slagen vid Fraustadt 1706, Poltava 1709 och tillfångatogs vid Perevolotjna. Regementet återuppsattes år 1713 och upplöstes hösten år 1721, manskapet överfördes till Östra och Västra skånska regementet till fot samt Bergsregementet.
Förbandet benämndes efter dess överstar tills det år 1716 erhöll namnet Skånska ståndsdragonregementet. Det kallades ibland för "prästdragonerna". Det bestod ursprungligen av 600 man i 6 kompanier och från 1703 av 8 kompanier. När det nyuppsattes 1713 ökades styrkan till 1 000 man. Regementets uniform var blå rock med mässingsknappar, gult foder och gul krage samt svart hatt med snöre. Från år 1716 var uniformen blå rock med tennknappar, blått foder och krage med svart hatt med silvergaloner.
Ståndsdragonernas första överste var Kjell Christoffer Barnekow, som dock dog redan under mönstringen år 1700. Han efterträddes av Christian Albrecht von Buchwaldt som ledde regementet från 1701 till sin död 1706. Senare överstar var prins Maximilian Emanuel av Württemberg-Winnental, Johan Giertta, Gustaf Adam Taube, Christer Henrik d'Albedyhll och Daniel Bildt, som blev dess sista chef.